# Jorge Blanco Mena (Artistmena)
Jorge Blanco Mena (Artistmena) (Ronda 1946 - Algeciras 2006) fue un acuarelista español.
Galardonado como Mejor acuarelista español del siglo XX según la Asociación Campogibraltareña "De la Ruina al Paraíso", obtuvo diversos premios como pintor (Certamen Nacional Acuarelas de Caja Madrid) y como cartelista (cartel Feria Real de San Roque (Cádiz)).

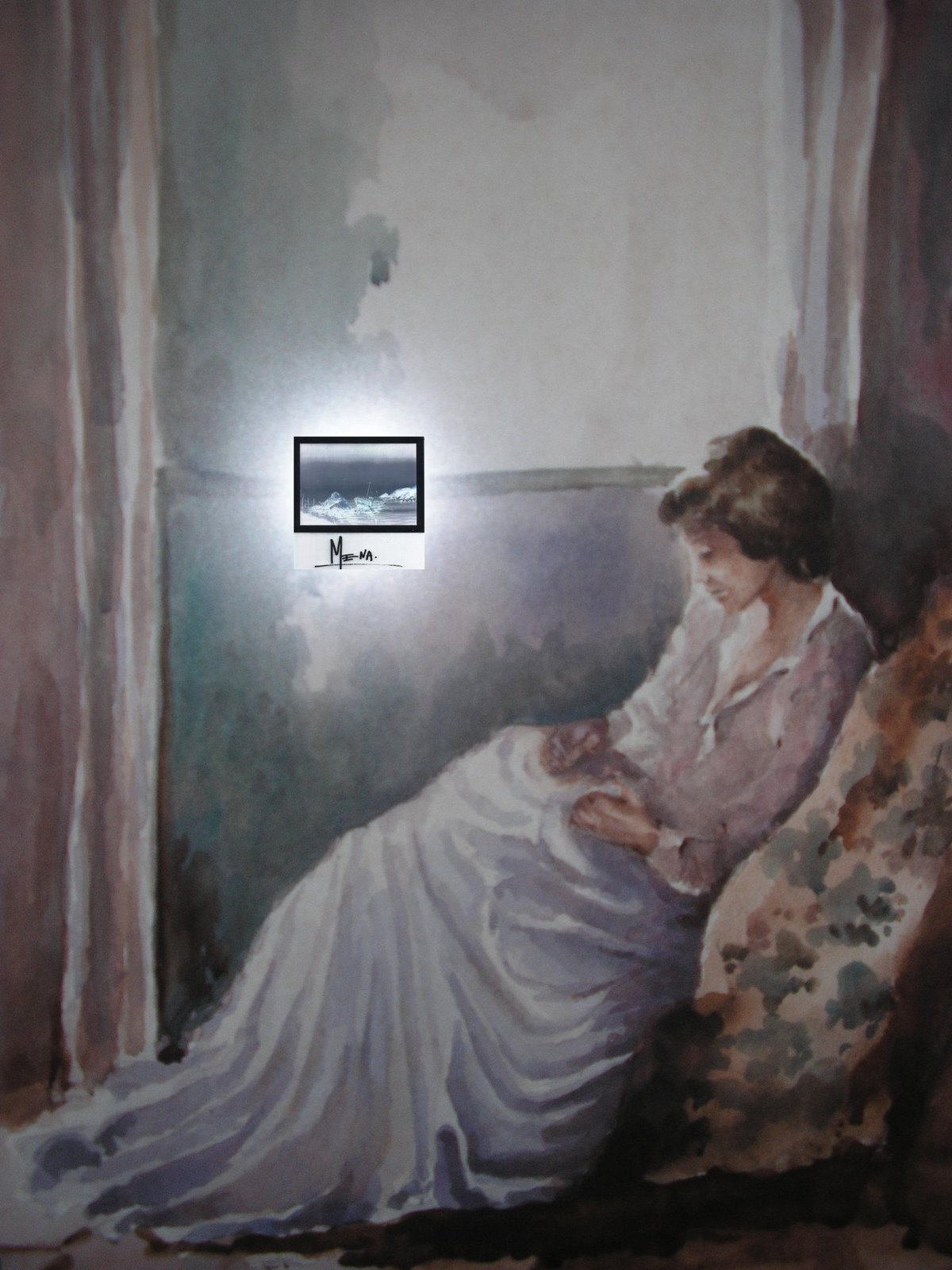
Tayloring dreams

## Trayectoria
Compaginó la docencia con el arte en el Campo de Gibraltar. Desde la década de 1970 realizó alrededor de cien exposiciones de pintura, preferentemente en Algeciras, Ceuta, Málaga, Lugo y La Coruña.
Retratista al pastel, realizó óleos casi hiperrealistas pero se definía a sí mismo como acuarelista, técnica en la que alcanzó su plenitud en los años 80 del siglo XX.
De él se ha dicho: "Mena es la festividad lumínica, es la placidez expresiva de una paisaje naturalista, tiene un concepto inmaculado de la luz" (Carmen Osorio, El Progreso de Lugo). "La Obra del Pintor Mena es una muestra de sentimiento y amor al paisaje" (Ildefonso Sena, Radio Nacional de España).